# District de Buah
Le district de Buah est une subdivision du comté de Grand Kru au Liberia.  
Les autres districts du comté de Grand Kru sont :
- Le district de Lower Kru Coast
- Le district de Sasstown
- Le district de Upper Kru Coast